# Oenothera subterminalis
Espèce
Synonymes
- Oenothera silesiaca Renner[2]
- Oenothera subterminalis R.R. Gates[3]

Oenothera subterminalis, l'Onagre de Silésie, est une espèce de plantes à fleurs de la famille des Onagraceae.
Selon Plants of the World Online, c'est un synonyme de Oenothera parviflora. Selon ce site, elle est originaire d'Amérique du Nord (Canada, États-Unis) et a été introduite alleurs, en incluant l'Europe et la France.